# Saint-Germain-des-Bois (Nièvre)
Saint-Germain-des-Bois – miejscowość i gmina we Francji, w regionie Burgundia-Franche-Comté, w departamencie Nièvre.
Według danych na rok 1990 gminę zamieszkiwało 107 osób, a gęstość zaludnienia wynosiła 9 osób/km² (wśród 2044 gmin Burgundii Saint-Germain-des-Bois plasuje się na 803. miejscu pod względem liczby ludności, natomiast pod względem powierzchni na miejscu 806.).